# 蕨岡村 (山形県)
蕨岡村（わらびおかむら）は、かつて山形県飽海郡にあった村。廃止当時、国内の自治体名を五十音順に並べた時、最後に来る自治体であった。

## 沿革
- 1889年（明治22年）4月1日 - 町村制施行に伴い飽海郡上蕨岡村、大蕨岡村、杉沢村、鹿野沢村、小原田村（一部）が合併し、蕨岡村が発足。
- 1890年（明治23年）10月16日 - 飽海郡一郷村を編入。
- 1901年（明治34年）11月1日 - 新潟県中蒲原郡割野村が合併により消滅。これにより高知県幡多郡蕨岡村と共に、五十音順で最後に来る自治体となる。
- 1954年（昭和29年）3月31日 - 高知県の蕨岡村が消滅。単独で五十音順最後となる。
- 1954年（昭和29年）8月1日 - 飽海郡遊佐町、稲川村、西遊佐村、高瀬村、吹浦村と合併し、遊佐町を新設して消滅。五十音順で最後に来る自治体は埼玉県北足立郡蕨町に変わった。

## 村長
- 鳥海哲四郎：1907年 -